# 빈 기술박물관
빈 기술박물관(독일어: Technisches Museum Wien)은 오스트리아 빈에 있는 기술 박물관이다. 기술 박물관을 설립하기로 한 결정은 1908년에 내려졌고, 건물 건설은 1909년에 시작되었다. 박물관은 1918년에 개관했다.